# Музика Кореї

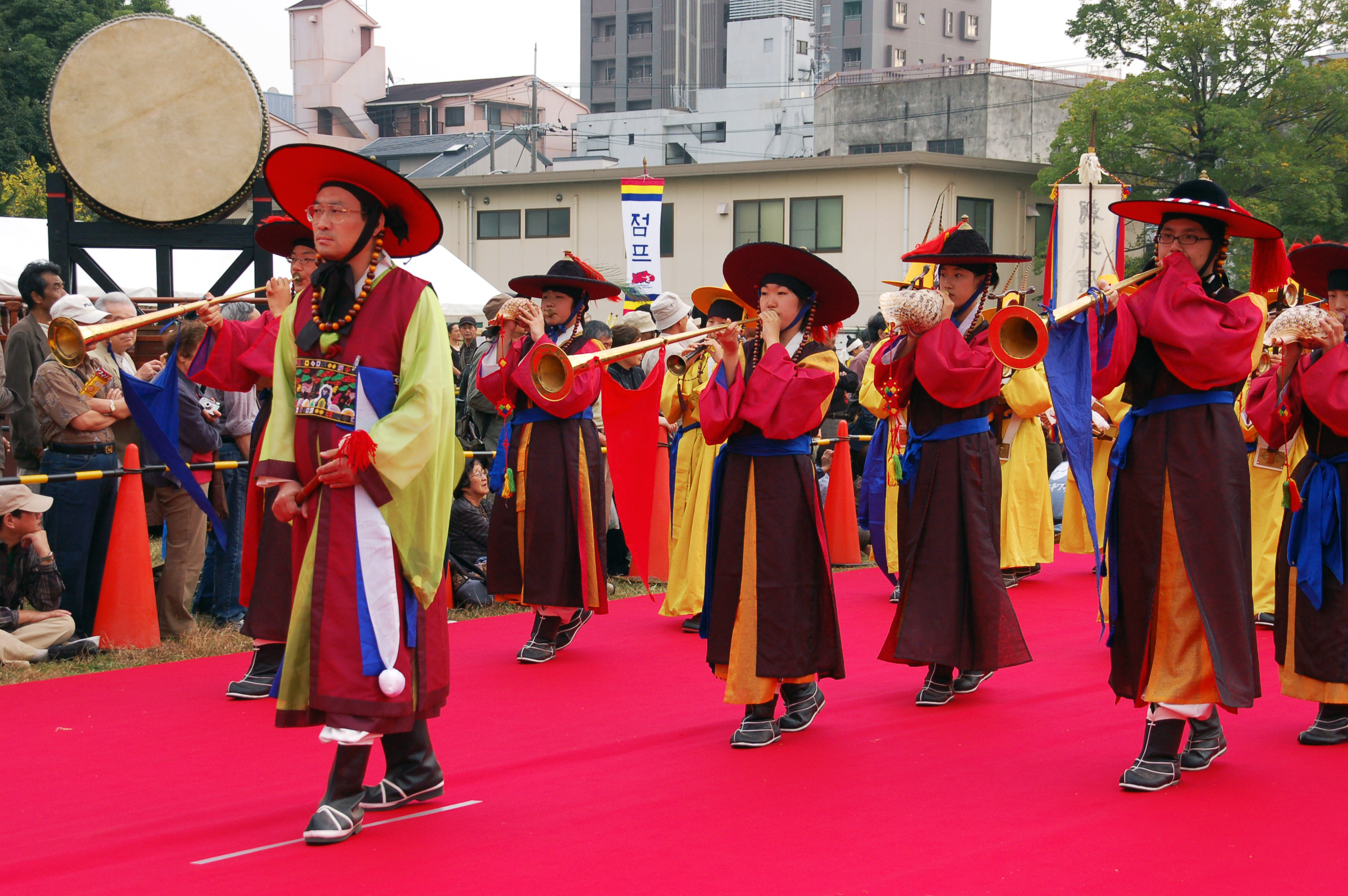

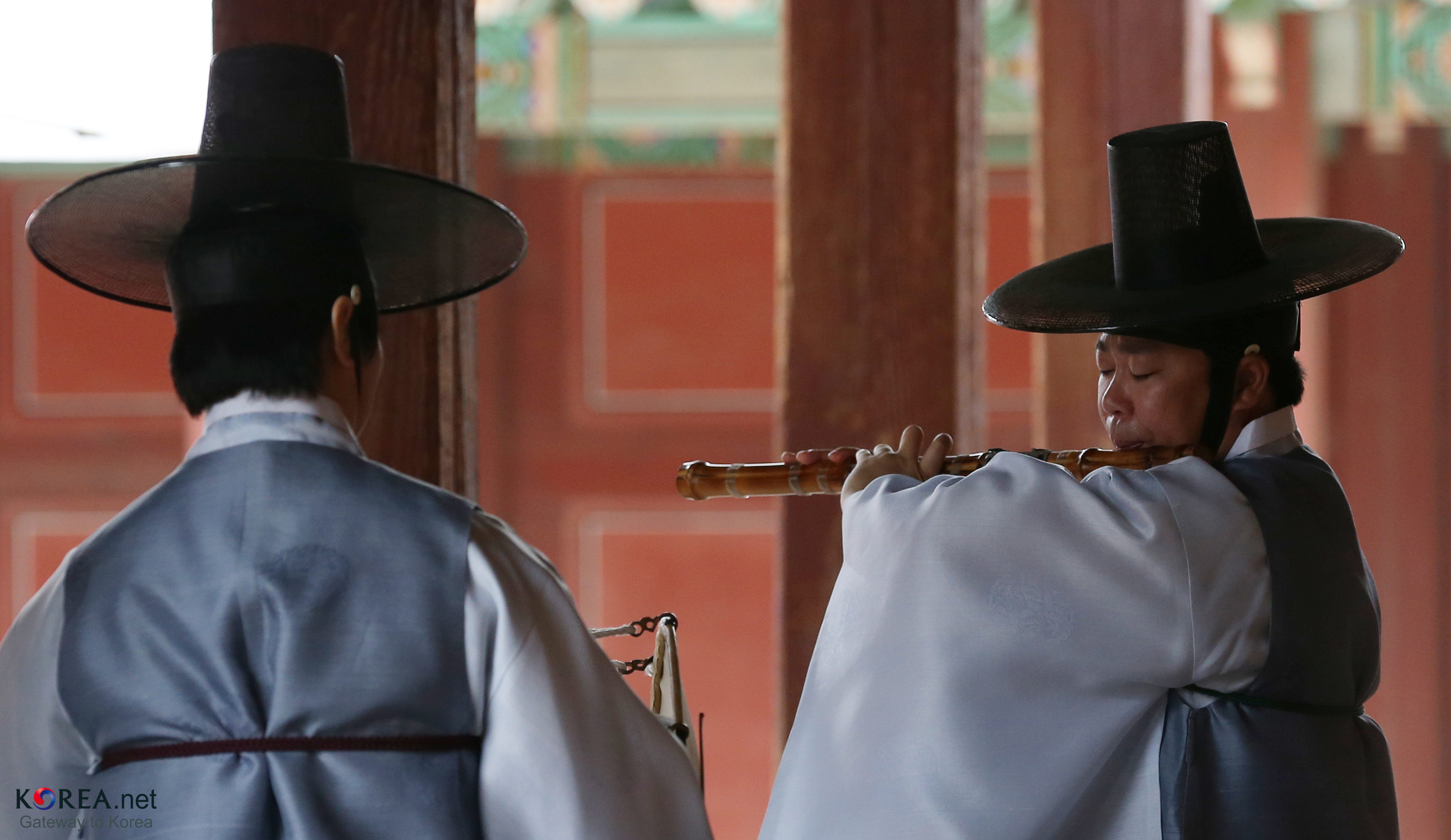

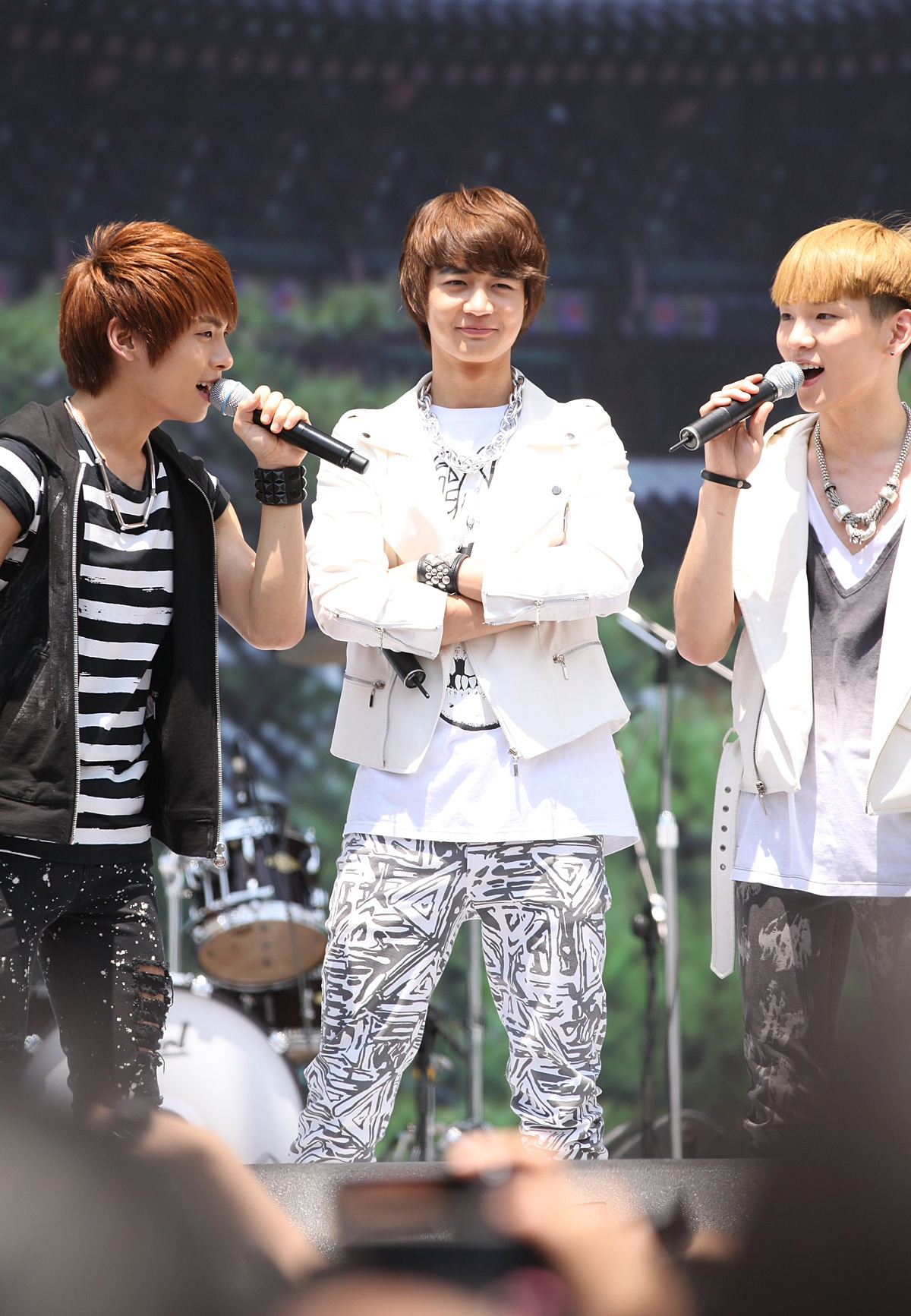

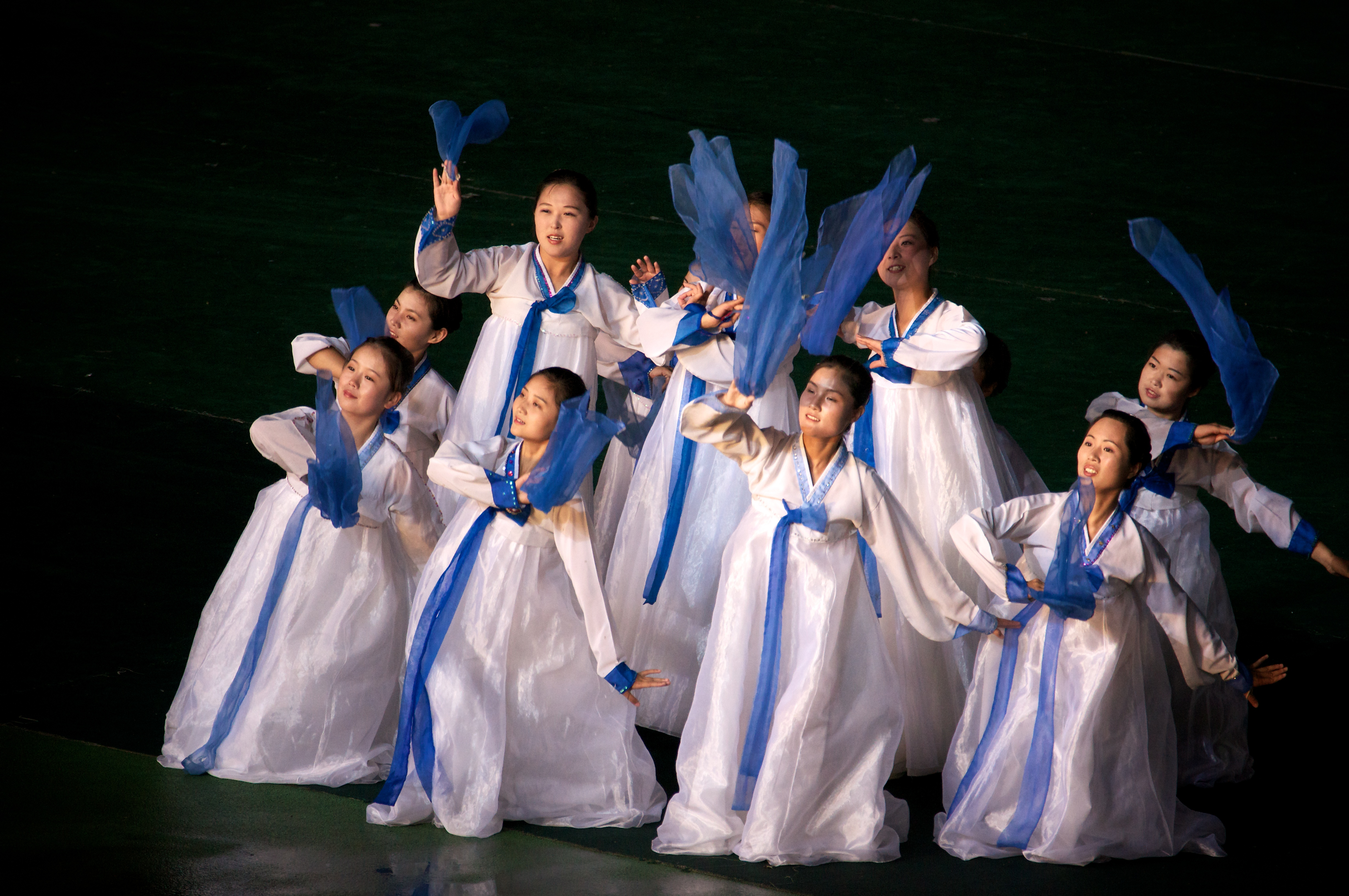

Музика Кореї спочатку розвивалась під сильним впливом Китаю, у результаті чого серед традиційних інструментів та музичних жанрів багато запозичень[джерело?]. На початку ХХ століття в Кореї з'явилась європейська музика (кор. 양악, 洋樂, янак), яка протиставляється традиційній (кор. 국악, 國樂, кугак). Кугак в свою чергу розділяється на «хянак» (власне кореїзовану), «танак» (кореїзовану музику династії Тан) та «аак» (придворну). У сучасних Південній та Північній Кореях музична традиція розвивається індивідуально.

## Історія

### Стародавня музика
Стародавня музика — пісні та танці, котрі використовували в богослужіннях Небу та Землі. Перші музичні інструменти проникли в Корею із Західного Китаю та Центральної Азії, паралельно йшло створення власних музичних інструментів. Ще коли Корея була розділена на три держави, з'явилась придворна музика Кореї; пізніше її представили до японського палацу. Корейська, а особливо, когурьоська музика значно вплинула на японську придворну музику гагаку. Історія традиційної корейської музики бере початок з часів заснування династії Корьо, а саме з 918 року до н.е..

#### Аккаму
Попередниця корейської музики — музика доісторичних племен «аккаму» (кор. 악가무, 樂歌舞, дослівно «музика, співи та танці»), яка розвивалася в тісному зв'язку з магічними практиками та ритуалами поклоніння Небу та Землі. Згадка про один з таких ритуалів, який проводили корейці з Пуйо в Маньчжурії, міститься в Саньґочжи. Також там повідомляється про наявність у когурьосців фестивалю з танцями та співом, який відбувався на десятий місячний місяць, і під час якого люди приносили жертви богам.

#### Три корейські держави

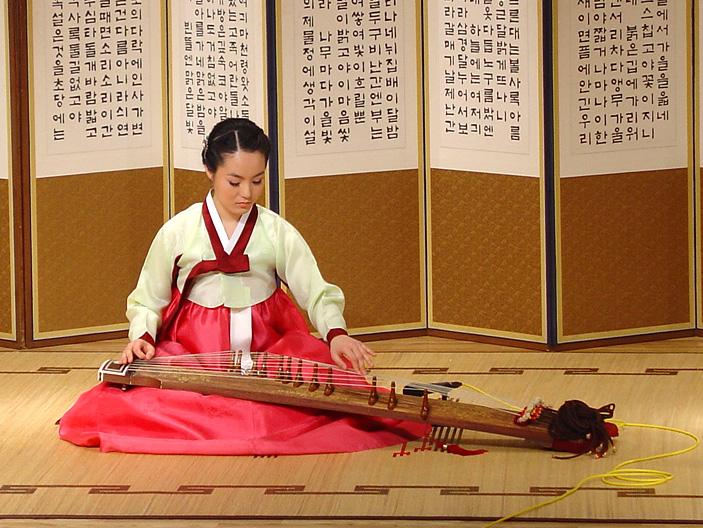
Квон Ин Гйон виконує санджо Кім Джук Пха на каягимі

Після утворення трьох корейських держав Когурьо, Пекчє та Сілла, перейнявши культуру та музичні традиції мешканців на тій території племен, у всіх трьох з'явились власна музика — «хянак» (кор. 향악, 鄕樂). Зокрема, раніше за всіх автохтонна музика виникла в державі Сілла під впливом північнокитайської та центральноазійської культури. Використання комунго, котра представляє собою адаптований китайський гуцінь, зазначено вже в IV столітті нашої ери.
Когурьоський музичний ансамбль виступав при палаці китайської династії Суй (隋), пізніше перемістившись до палацу династії Тан (唐). Завдяки цьому у китайських джерелах збереглись детальні описи костюмів, вистав та інструментів Когурьо. Слідом за Когурьо Пекче адаптувало музику південокитайських династій, а держава Сілла, котра знаходилась далі від Китаю та інших культурних центрів, зберегла власні традиції найдовше.
Пекче запозичило південнокитайські інструменти конху, чжен (чен) та чі (чок); когурьоский інструмент комунго. У VI столітті Пекче першою з корейських держав відправило послів до японського палацу, разом з ними відправились також четверо музикантів з сопілкою хвенджок (кор. 횡전), комунго, пірі та трьома іншими інструментами. У Ніхогі також стверджують, що в 612 році з Пекче в Японію потрапив танець гігаку, завдяки танцюристу, якого навчали в Китаї.
Зважаючи на віддалення від Китаю, в Сілла розвивалась власна музика. Її поштовх був значним після завоювання королем Чінхином племінного союзу Кая: один з талановитих каяських музикантів, У Рик, привіз у Корею гучжен та  перетворив його в каягим, навчив співу, танцям та грі на каягимі трьох чиновників, а також створив 12 творів для каягима (швидше за все аранжування народної музики на околицях річки Нактонган).

#### Період Північної та Південної держави

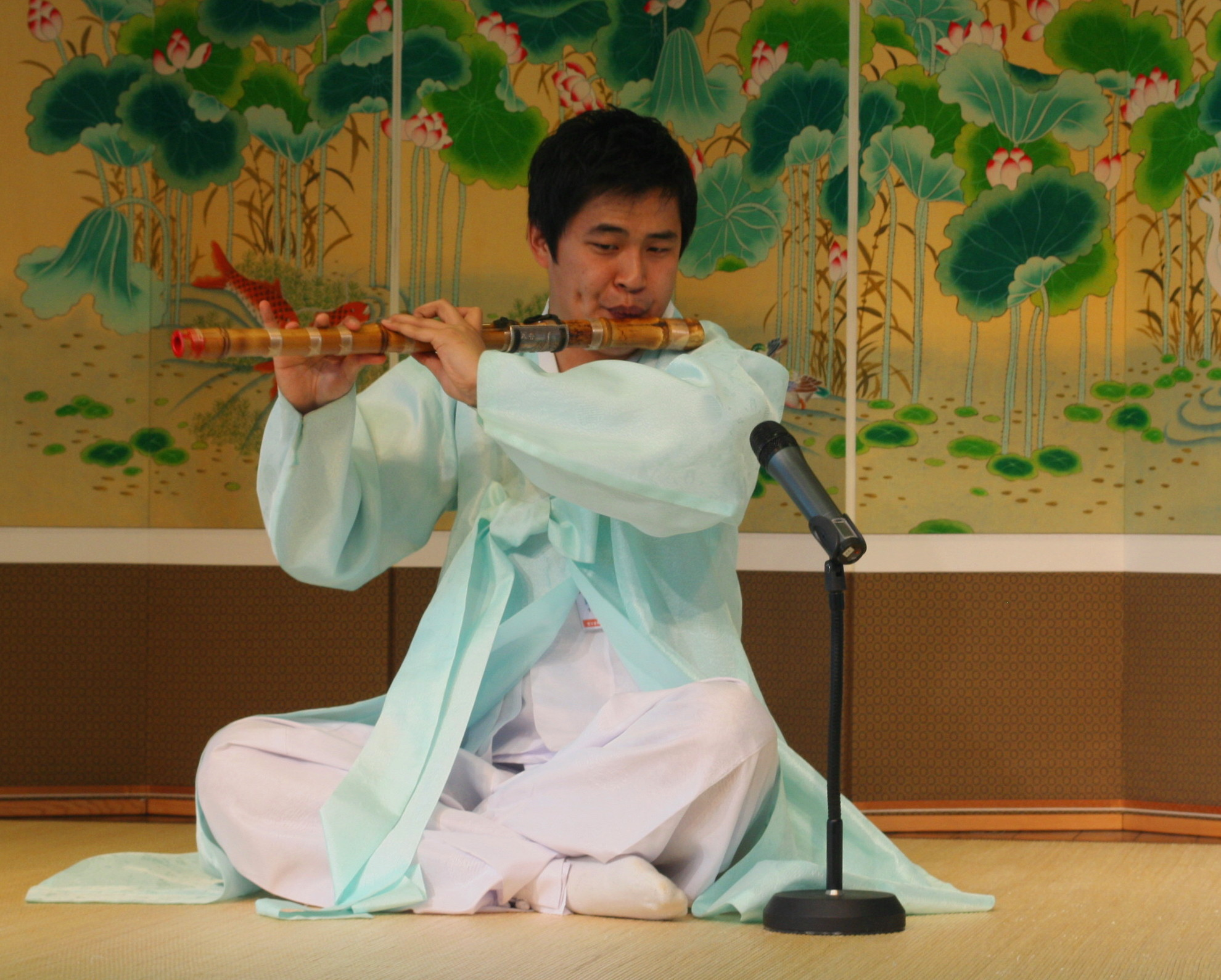
Музикант грає на тегимі

У Період Північної та Південної держави до хянак в Об'єднаній Сілла додалась кореїзована музика танського палацу «танак» (кор. 당악,  唐樂). Хянак представлена трьома струнними інструментами (кор.삼현,  三絃: комунго, каягим та хянбіба) і трьома бамбуковими сопілками (кор. 삼죽, 三竹, тегим, чунгим та согим). Музика Об'єднаної Сілли більш різноманітна, що помітно по творах, написаних Ок Пого. Ці твори адаптовані для цісяньцінь (комунго): в них використовуються кілька ладових звукорядів, вони витонченіші, ніж п'єси У Рика для каягима.
Танак часів Об'єднаної Сілли включала в себе кончхвіак (кор. 고취악, 鼓吹樂, військова музика), танакчо (кор. 당악조, 唐樂調, твори для сопілок) та помпхе (кор. 범패, 梵唄, будійські співи). Кочхвіак, мабуть, був запозичений 664 року у китайського експедиційного корпусу, що був розміщений в місті Унджін. До кінця існування Об'єднаної Сілла музична традиція стала ще більш різноманітною за рахунок запозичення нових жанрів та розвитку старих.
Музика Пархе продовжила традицію Когурьо. Там використовувався власний різновид комунго, «пархе-гим» (кор. 발해금, 渤海琴, дослівно «цитра з Пархе») та розвивалась автохтона танцювальна школа («пархе-гйобан» кор. 발해교방, 渤海敎坊). Після розорення Пархе киданями в X столітті від музичної традиції Пархе залишились лише згадки в японських літописах та сліди «боккайгаку» (музики Пархе) в японському бугаку. 

### Середньовічна музика
Другий період розвитку корейської музики — Середньовіччя (918—1910 роки), коли з Китаю в Корею привезли жанр придворної музики яюе, який перетворився в місцевий «аак». Крім того, в цей час в Кореї почала активно розвиватись народна музика.

#### Династія Корьо

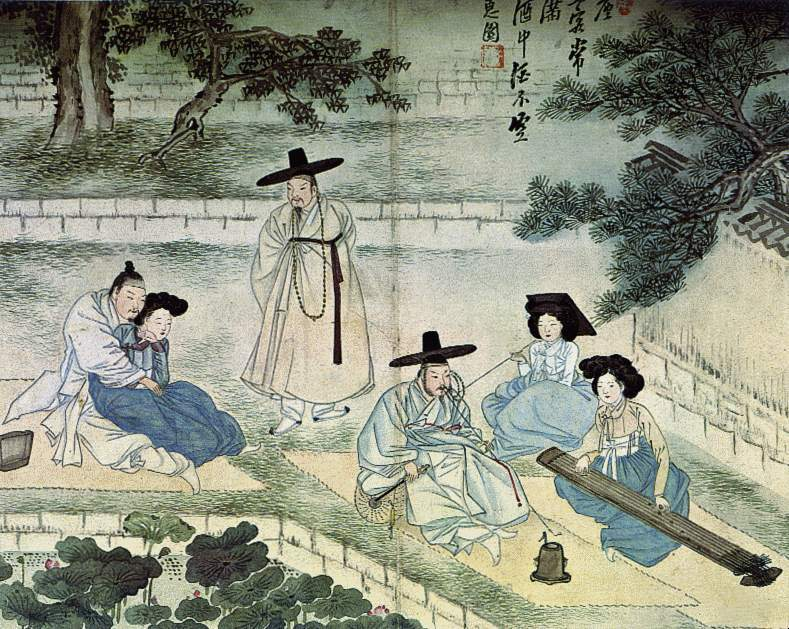
Кісен з клієнтами, період Чоссон

Корьо розвинула музичну традицію Об'єднаної Сілла і сприйняла новий китайський великий жанр придворної музики яюе, зберігши і розвинувши також хянак та танак. Музикою завідували два придворних інститути: музичне управління Теаксо (кор. 태악서, 太樂署) та Кванхьонбан (кор. 관현방, 管絃房), які направляли учнів до придворних музикантів. Придворна музика поділялась на ритуальну, церемоніальну та розважальну, при цьому наприклад церемоніальна музика включала в себе твори в жанрах хянак та танак. У період Корьо з'явились артистки кісен.
Три струнних інструменти та три бамбукові сопілки Об'єднаної Сілла продовжили домінувати в музиці Корьо. До них приєднали ще три привезених в Корею інструменти: барабан чангу, хегим та пхірі, завдяки чому хянак Корьо значно збагатилась у порівнянні з попереднім періодом. Ноти, котрі збереглися з часів Корьо — Теак-хубо, Сіьон-хянакбо — свідчать про те, що вся музика цього часу написана або в пентатоніці, або в особливому звукоряді «кьомьонджо» (кор. 계면조, 界面調). Розвиток музики танак йшов своєю чергою: у династії Сун запозичений акомпанемент для танців, та танак розділилась на тегок (кор. 대곡,  大曲, пісні, музика та танці, одночасно виконувались жінками, котрі працювали в кьобанах) та саак (кор. 사악,  詞樂, співи під музику). Єдиний твір Корьо жанру саак, котрий зберігся до наших днів, — це «Весна в Лояні» (кор. 낙양춘, 洛陽春, Нагянчхун).
Сунську музику в Кореї виконували ансамблем з панхяна (кор. 방향, 方響, металофон), тунсо (кор. 퉁소, 洞簫, подовжна сопілка), танджока (кор. 당적,  唐笛, невеличка поперечна сопілка), танпхірі (різновид пхірі), танбіби (різновид піби), аджена (струнно-смичкова цитра), теджена (15-струна цитра), чангу (барабан), кьобанго (кор. 교방고, 敎坊鼓, великий барабан) та пака (дерев'яні кастаньєти).
Корея активно запрошувала придворних музикантів сунського палацу для навчання місцевих китайської музики, а імператор Хуей-цзун 1116 року вислав правителю Єджону набір інструментів для виконання яюе (по-корейськи «аак»), підштовхнувши розвиток великих придворних жанрів. Інструменти (як і музика при дворі Хуей-цзуна) були розділені на дві групи: «для тераси» (кор.등가, 登歌, тинга) та «для статті» (кор. 헌가, 軒架, хонга), це розділення також було сприйнято корейцями. Після правління Єджона Сун, котра оборонялась від нападу чжурчженів, ще висилала Корьо інструменти, але вже не могла передавати техніку гри; сама Корьо з XIII століття була зайнята захистом від монголів. У цей час уряд закрив Кваехьонбан, замість нього 1391 року з'явилось «Правління аак» (кор. 아악서, 雅樂署, ааксо), проіснувавши до 1457 року.

#### Династія Чосон

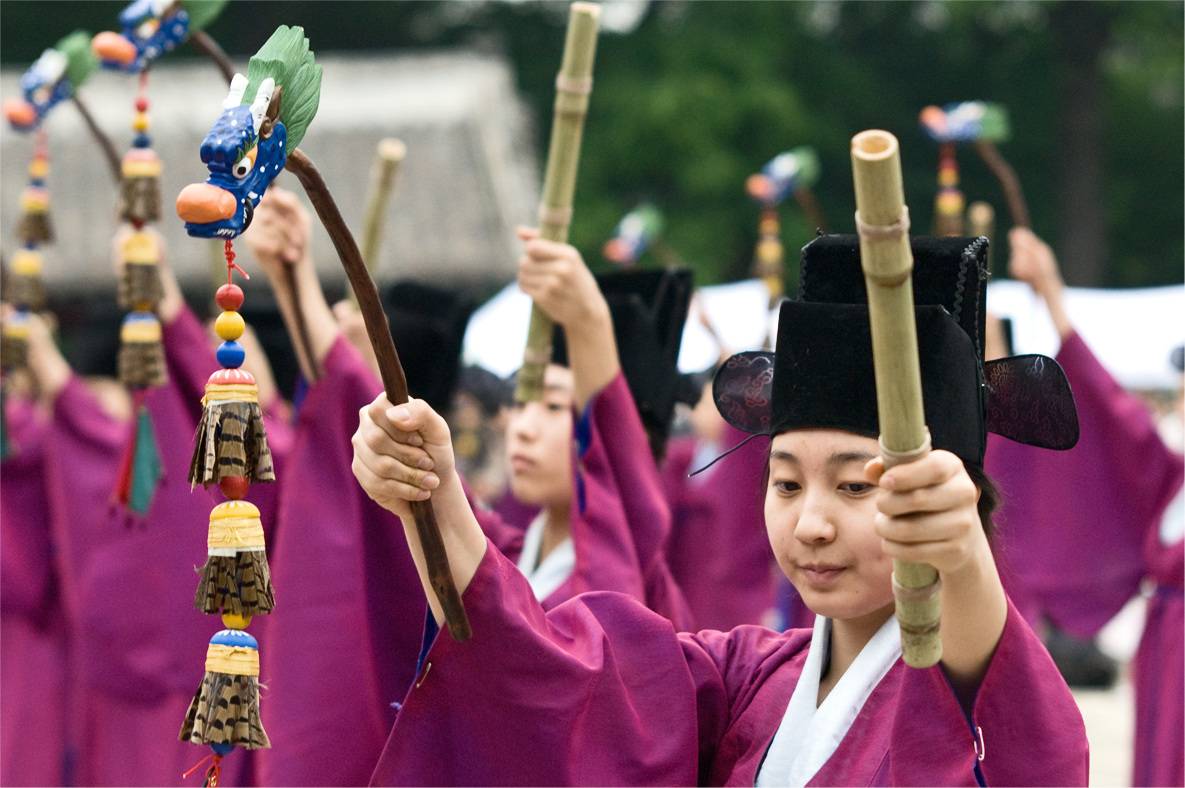
Чонмьо-череак

У 1392 році влада перейшла до династії Чосон. Придворні інститути Теаксо та Ааксо продовжили роботу (Теаксо займався хянак та танак, Ааксо — лише інструментальною частиною музики, котра виконувалась в королівському святилищі Чонмьо), засновані ще три музичні правління, але 1457 року пройшла реформа, що скоротила їхню кількість до двох — Чанаксо (кор. 장악서, 掌樂署), а ще через деякий час вони поєднались в єдиний Чанагвон (кор. 장악원, 掌樂院). Розділення на аак та хянак-танак збереглося, причому музикантів для аак треба було обирати із звичайних підданих, а для хянак-танак — з низів. Аж до падіння Чосон посада музиканта була спадковою: синів музикантів реєстрували при народженні та починали навчати музиці в державних установах з 10 років.
Під час правління короля Седжона Великого в Кореї почали самостійно виробляти більшість інструментів для виконання аак; цю музику почали виконувати набагато частіше: кожна ранкова зустріч короля з чиновниками і всі конфуціанські ритуали віднині супроводжувались аак. Разом з цим аак відійшла від китайських джерел і почала розвиватись самостійно.
Два чосонських твори жанру хянак — Потхепхьон (кор. 보태평, 保太平) та Чондеоп (кор. 정대업, 定大業) — дійшли до сучасності і продовжують щорічно виконуватись на святкуванні Чонмьо-череак. Крім них збереглись Йонсан-хвесан, Мандеьоп (кор. 만대엽, 慢大葉), Йоміллак, більшість пісень з книги Ода про драконів, котрі летять до неба та інші твори.

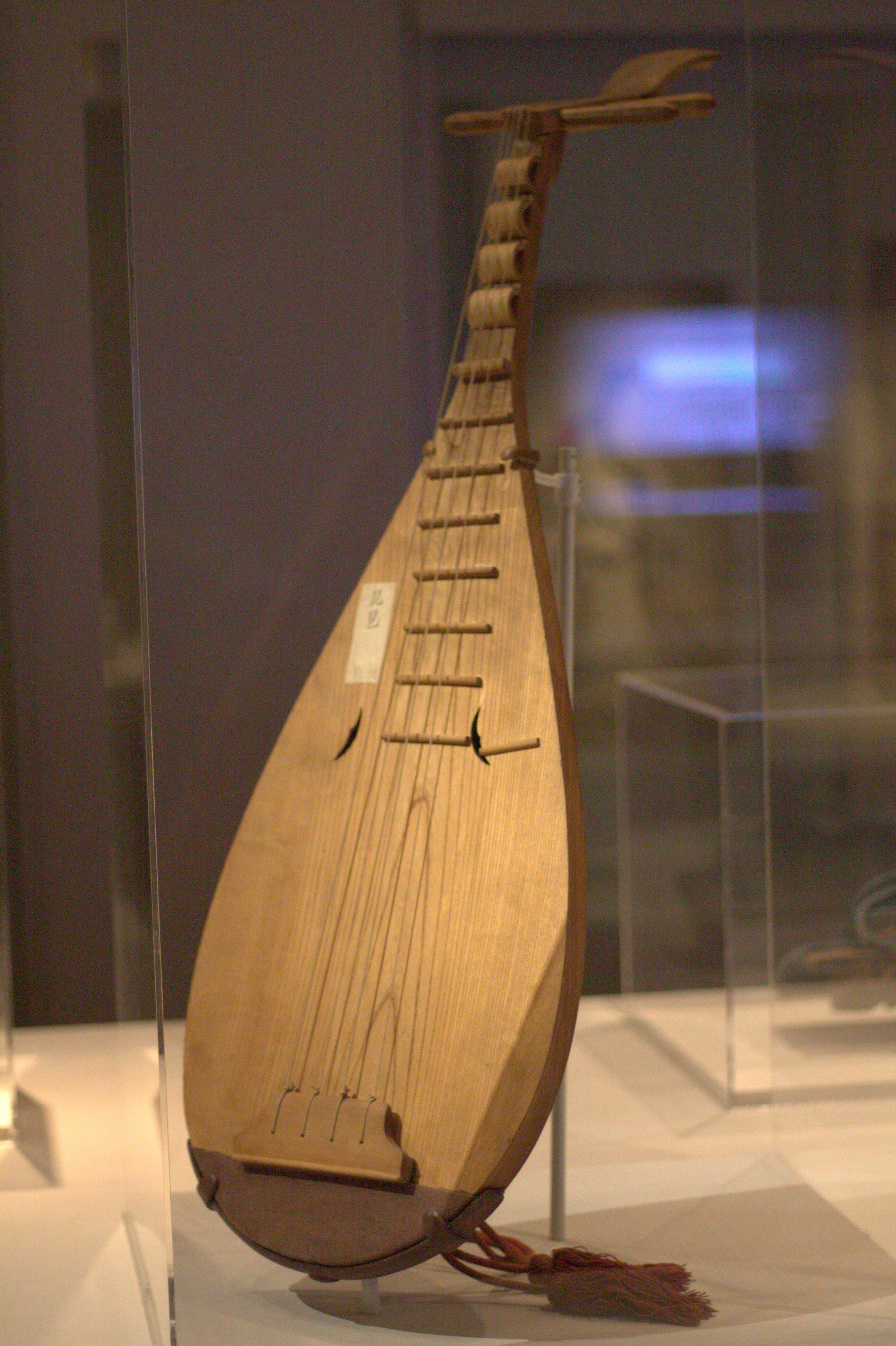
Піба

Жанр танак складали «саак» (твори-акомпанемент до придворних танців, зникли в кінці правління династії) та кореїзована китайська церемоніальна музика. Адаптація танака йшла повним ходом — з 13 раніше використаних лише в цьому жанрі китайських інструментів залишились лише п'ять (панхян, теджен, танджок, танпхірі та тунсо); привезені з Китаю хегим та вольгим (кор. 월금, 月琴, струнно-щипковий інструмент з круглим корпусом) використовувались лише в хянаку, ще шість (пак, кьобанго, чангу, танбіба, аджен та тхепнхьонсо) стали однаково вживані для хянака та танака. Винайдена в XV столітті мензуральна нотація Чонганбу (кор. 정간보, 井間譜) стала першою в Азії, вплинула таким чином на розвиток музики у всьому регіоні.
Після японських та монгольських вторгнень в XVI—XVII століттях більшість високопоставлених музикантів втекли або були вбиті, через що розвиток придворної музики уповільнився хоча народна музика не постраждала. Кількість музикантів для вистав було скорочено вдвічі-втричі. Управлінням музики (кор. 장악원, 掌樂院, чанагвон), із ансамблів виключили дзін тхекчон (кор. 특종, 特鐘), кам'яний гонг тхеккьон (кор. 특경, 特磬), сопілку-окаріну хун (кор. 훈,  塤), сопілку кван (кор. 관, 管), губні органи хва (кор. 화, 和) та у (кор. 우,  竽), комунго, каягим, хянбібу, вольгим та хегим — оркестри часів пізньої Чосон стали в основному духовими. Єдиними двома творами жанру танак, котрі пережили обидві хвилі японських та монгольських завоювань, були Походжа (보호자) та Нагянчхун (Весна в Лояні).
Народна ж музика, навпаки, досягла підйому: розквітли класичні ліричні пісні кагок (кор. 가곡, 歌曲), інструментальна сюїта йонсан-хвесан (кор. 영산회상, 靈山會相), драматичні пісні пхансорі, а також інструментальні композиції в швидкому темпі санджо. Кагок і йонсан-хвесан виконували в розважальних клубах, що зробило їх щонайменше відомими серед широкого загалу. Перший розвинений з раньочосонського жанру сактеьоп (кор. 삭대엽, 數大葉) в XIX столітті, виник наприкінці XVIII століття з молитви і з часом став інструментальним. Пхансорі був популярним вже наприкінці  XVIII століття, вважалось, що у нього є чотири обов'язкові складові: персонажі, захоплююча історія, ритм та мелодія, а також акторська майстерність. Наприкінці XIX століття завдяки перекладу шаманських мелодій для каягиму з'явився санджо.

### Сучасна музика
Сучасний період почався незадовго до завоювання Кореї Японією 1910 року та характеризується проникненням у Корею європейського мистецтва: музики, танців, театру та інших; при цьому вони отримують миттєве схвалення загалу. У цей період музика розділяється на «традиційну» (кор.구각,  國樂, кугак) та «сучасну» (кор. 양악,  洋樂, йонак).

#### До окупації Японією

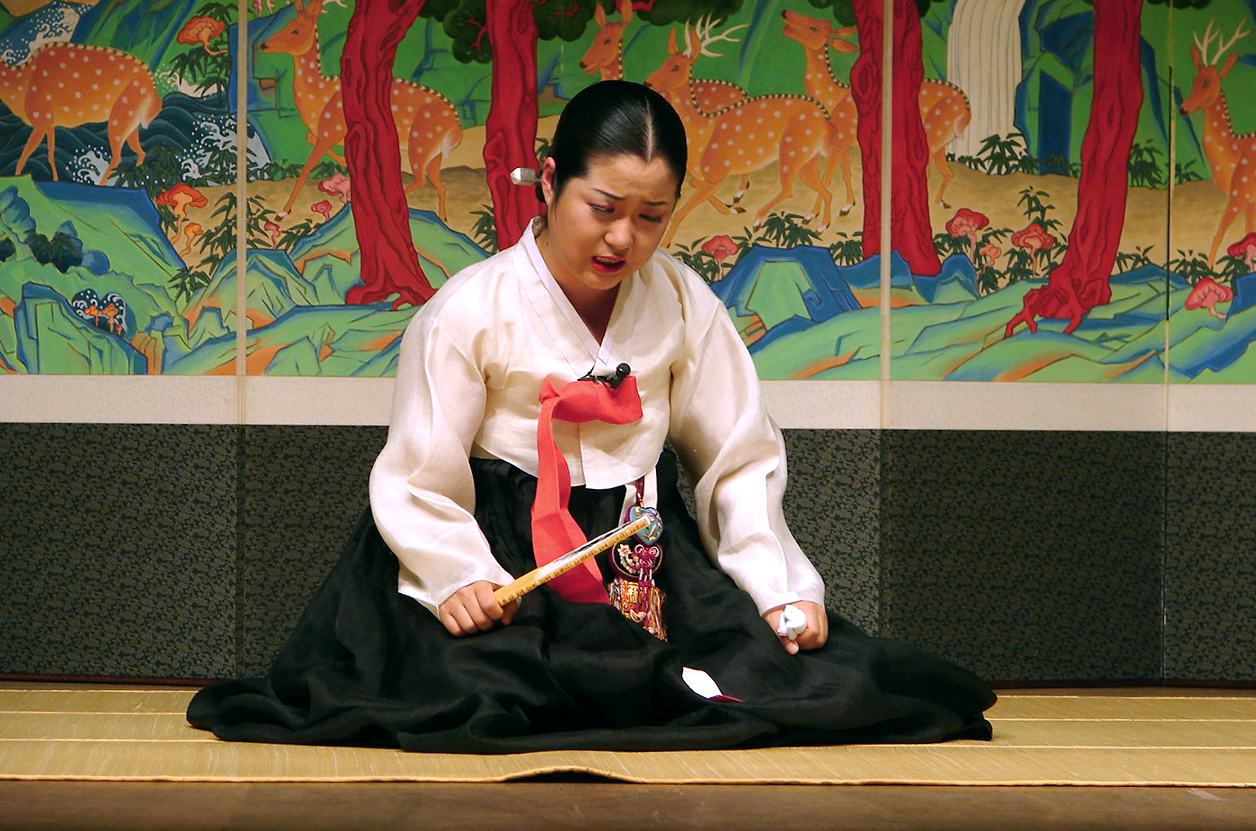
Виконання пхансорі

Після 1894 року принципово змінилась державна система регулювання музики. До цього всі музиканти були зобов'язані реєструватись в Чанагвоні, народжених у них синів також реєстрували і одразу ж починали виплачувати утримання. З 10 років вони проходили початкове навчання в Адонбані (кор. 아동방, 我東方) по його закінченню повинні були перейти в Чаннебан (кор. 장내방, 將來房) для отримання вищої освіти. Після успішної здачі іспитів чоловік отримував право самому викладати, а також вступити в Чхамсанбан (кор. 참상방, 参上房) та повноцінно брати участь у виставах. Після реформи Чанагвон, котрим раніше керувало міністерство церемоній, передали у ведення відділу в справах королівського палацу, кілька разів перейменовували та зрештою 1910 року він отримав назву «Аакте» (кор. 아악대, 雅樂隊), а кількість музикантів в ньому з 305 постійних скоротились до 189 тимчасових. З 1907 року в Чанагвоні з'явились звання «головного майстра корейської музики» та «майстра корейської музики» (кор. 국악사장,  國樂師長 та 국악사장, 國樂師) — це перший випадок використання терміна «кугак» (кор. 국악, 國樂, дослівно «національна», тобто, «корейська музика») в Кореї; вона була запозичена з японської мови завдяки чиновнику Мегате Танетаро.
1902 року з'явився театр Хьомнюльса (кор. 혐뉼사, 協律社), орієнтований на професійних виконавців народної музики, насамперед — пхансорі. Він проіснував чотири роки, а 1908 року на його місці з'явився перший в Кореї європейський театр Вонгакса (кор. 원각사, 圓覺社). На основі пхансорі та акробатичних вистав створений новий жанр опери чхангик.
Перші твори європейської музики, котрі потрапили в Корею — християнські гімни, пізніше їх елементи влились в популярну музику країни. Крім того, 1901 року був створений європейський військовий оркестр, котрий проіснував 14 років. Після його розпуску більшість музикантів стали викладати європейську музику, розповсюджуючи її по країні.

#### Колоніальний період

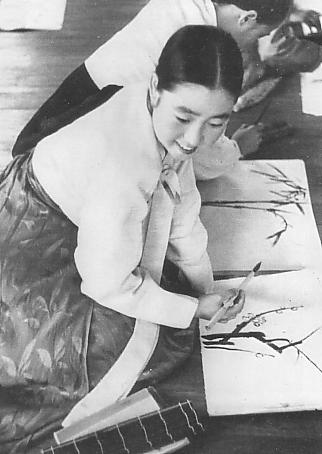
Кісен навчається малюванню. Колоніальний період

Після завойовування Кореї Японською імперією зникло більшість традиційних творів, особливо  — ритуальної музики, хоча деякі з них були збережені працівниками Національного центру традиційної музики. Фольклорні твори зберігали у Відділі музики Чосон (кор. 아악과, 雅樂課, Чосон Ааква) першого приватного музичного закладу Кореї — Чосон-чонак-чонсіпсо (кор. 조선정악전습소, 朝鮮正樂傳習所). Відділ музики Чосон надавав можливість навчатись грі на каягимі, комунго, янгимі (кор. 양금, 洋琴, рід цітри), тансо та сенхване; Відділ західної музики мав відділення вокалу, теорії музики, органу та скрипки. 
Придворні артистки кісен стали приписані до кванбонів (кор. 권번, 券番, яп. кембан), та продовжили свою діяльність; працюючі в кванбонах, жінки зберігали також мистецтво пхансорі та санджо. Починати навчання на кісен можна було в період з 8 до 20 років, навчання було платним. По закінченню трирічного курсу, що включав гру на комунго, янгиме, каягимі, літературу, виконання сіджо, кагок, танців з мечами, а також малювання та каліграфію, потрібно було пройти іспит, успішні кандидатки отримали ліцензію кісен найвищого класу.
Аакте знову перейменували, відтепер він став називатися Іванджік-аакпу (і цю назву носить досі), деякі музиканти отримали посади в правлінні; управління музики почало приймати заяви від молодих музикантів та надавати освітні послуги.
1933 року з'явилась Корейська асоціація дослідження вокальної музики, знамениті музиканти-віртуози пхансорі виступали там з виставами чхангика. У колоніальний період дуже активно розвивався санджо, віртуози цього мистецтва відкривали власні школи; також з'явились професійні виконавці фольклорних пісенних жанрів кьонсодо (кор. 경서도, 京西道), намдо-міньо (кор. 남도민요, 南道民謠) та кьонгі-сонсорі (кор. 경기선소리, 京畿立唱). У державних школах замість традиційної музики стали викладати західну та японську. 1910 року був складений особливий список «Збірник пісень для навчання» (кор. 보통교육창가집, 普通敎育唱歌集 потхон кйоюк чхангаджіп), котрий складався з перекладених японських пісень, а також перекладів християнських гімнів та європейських народних пісень.
Серед видатних музикантів колоніального періоду, які грали головні ролі в музичному світі при японцях, можна відмітити автора першого сучасного корейського твору Хон Нанпху та композитора Лі Санджуна. Серед найбільш видатних музикантів, що займались західною музикою, більшість були колабораціоністами.

#### Отримання незалежності
Розвиток композиції західної музики пішов швидше після отримання Кореєю незалежності від Японії, в 1960-х виникло нове покоління композиторів, котрі активно вивчали західну музичну школу та повністю відійшли від традицій кагок. У 1980-х з'явились композитори, які включали кагок у свої твори, проте вони не знайшли підхід до місцевих слухачів. Тоді ж в Європі отримав широку популярність композитор Юн Ісан, який використовував елементи традиційної корейської музики у своїй творчості.

#### Музика Північної Кореї

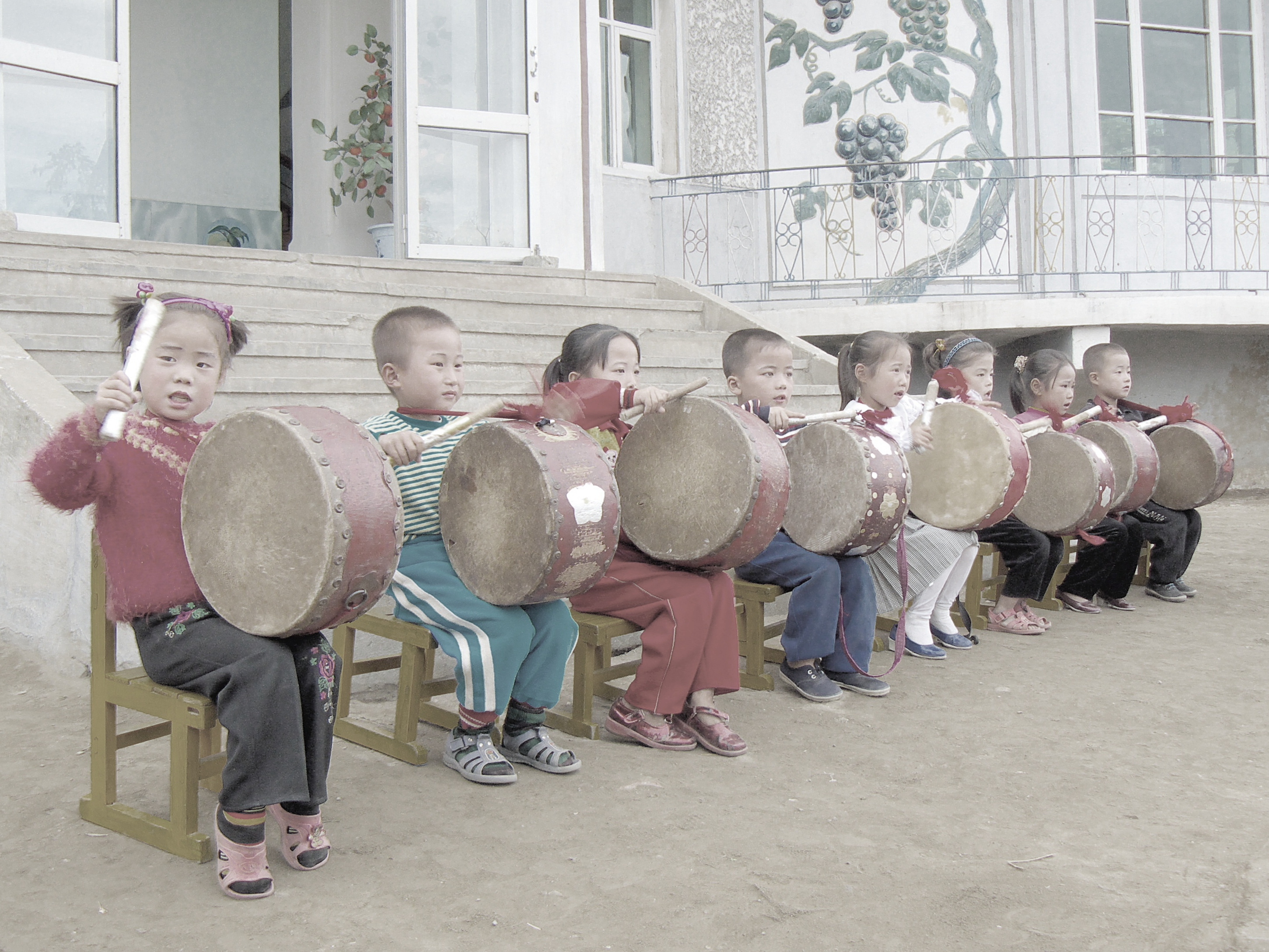
Виступ дітей на фермі КНДР

## Придворна музика

### Ритуальна музика

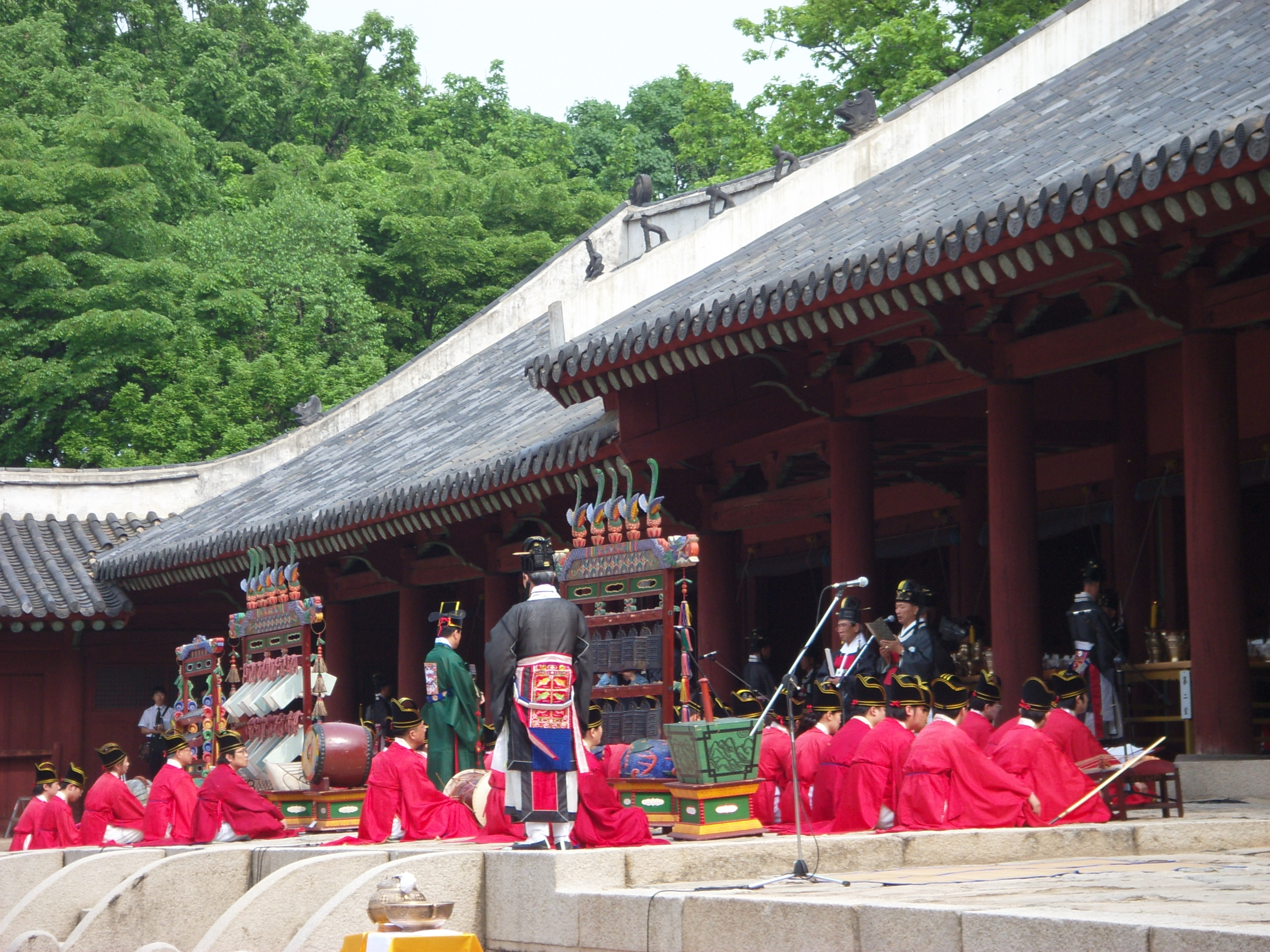
Чонмьо-черяк

Аак — ритуальна музика, що привезена з Китаю та виконується на точних копіях китайських інструментах. У цьому жанрі збереглось лише два твори. Тепер аак виконується рідко, хоча існують фінансовані державою організації, такі як «Національний центр корейського традиційного виконавського мистецтва» (кор. 국립국악원), котрі намагаються зберегти древні різновиди корейської музики.
Конфуціанська ритуальна музика (кор. 문묘 제례악, 文廟祭禮樂, мунмьо-череак) потрапила в Корею 1116 року; у сучасній Південній Кореї вона виконується в головному конфуціанському храмі Мунмьо. Конфуціанська музика виконується поперемінно двома оркестрами та супроводжується танцями.
Музичний виступ в святині пращурів (кор. 종묘 제례악, 宗廟祭禮樂, чонмьо-череак) відбувається щорічно в травні. Цей виступ має багато спільного з конфуціанською ритуальною музикою, зокрема, він виконувався двома оркестрами, проте набір інструментів відрізняється (додані духові тегим та танпхірі, та ударний панхян). 

### Розважальна та військова музика

#### Хянак
До хянак належить більшість творів придворної музики, загалом, найстаріший та більш відомий з них — «Суджечхон» (кор. 수제천, 壽齊天). Основна тема належить гобоєподібному інструменту пхірі та сопілкам тегим, інтервальна система (як у всій хянак) пентатонічна (до, мі-бемоль, фа, соль, сі-бемоль). Зазвичай в хянак використовується чотири модальності, а типовий ансамбль містить два пхірі, поперечну сопілку, хегим, аджен та чангу. 

#### Танак
Танак — кореїзована китайська музика династії Тан (та Сун). Як і хянак, танак має пентатонічний звукоряд. Історично виконувалась перед придворними та на бенкетах (в останньому випадку — разом з хянак).

#### Військова музика

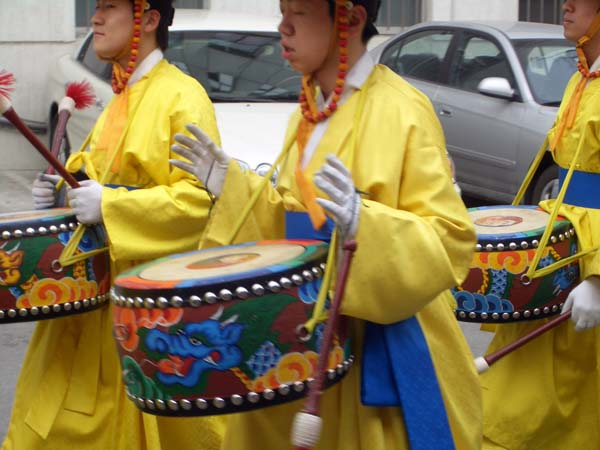
Течвітха

При виконанні військової музики оркестр розділявся на дві частини: у головній процесії йшов більш гучний ансамбль мідно-дерев'яних духових та ударних інструментів течхвітха (кор. 대취타, 大吹打 або кор. 무령지곡, 武寧之曲), а в хвості за ношами, на котрих їхав імператор, — більш тихий чхвітха (кор. 취타.  吹打, також кор. 타령, 槪念, тхарьон), у який входили дерев'яні духові, струнні та барабан чхавго (кор. 좌고, 座鼓). 

## Чонак
Чонак (кор.정악,  正樂) — інструментально-вокальна музика, що розвинулась у верхніх шарах громадськості в період Чосон. Основний репертуар складають сюїта Йонсан-хвенсан та суджечхон. Саме слово «чонак» з'явилось на початку японської окупації. Незважаючи на те, що формально чонак не входить в придворну музику, до істинно народної музиці він також не належить, крім того, деякі твори чонак використовуються в придворній музиці, через що в деяких джерелах його групують разом з придворними жанрами. 

## Народна музика

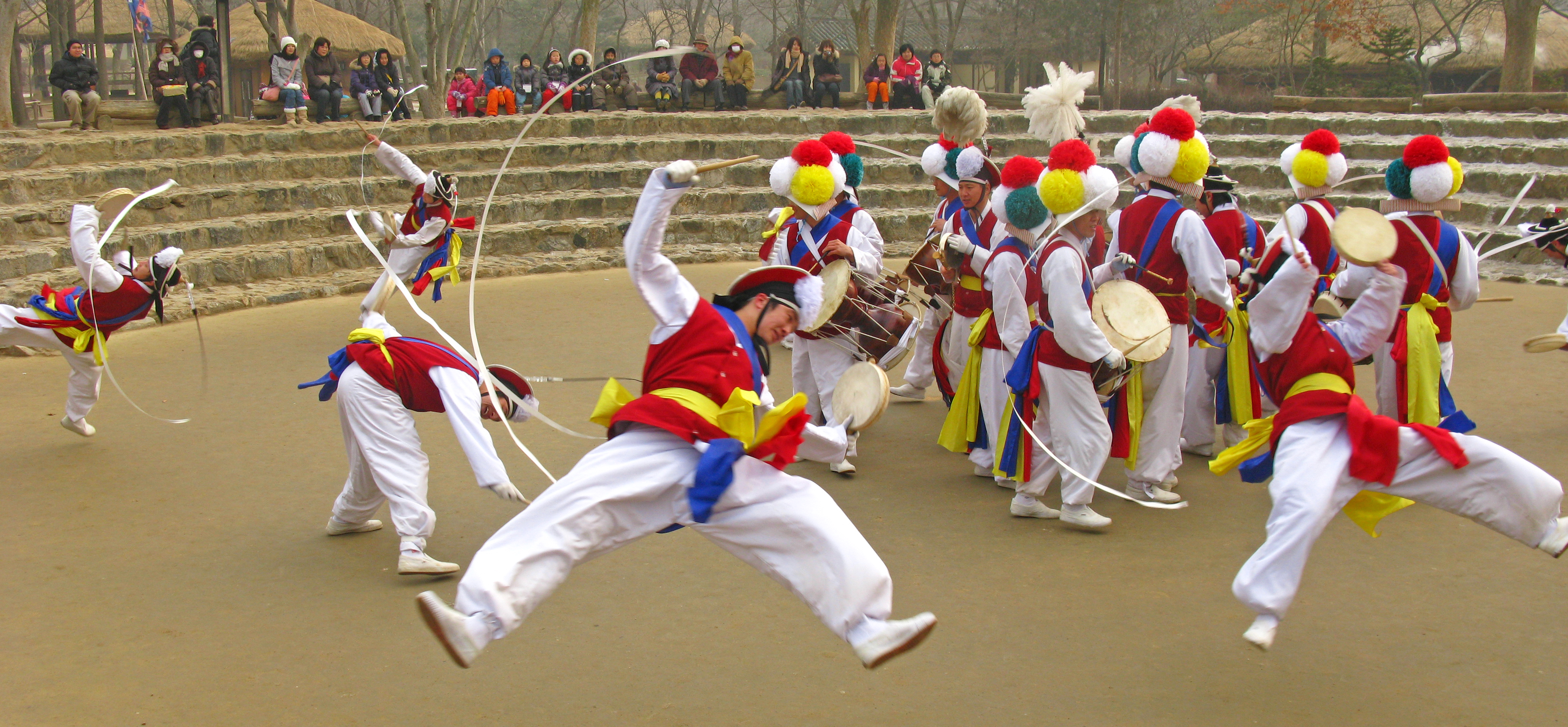
Пхунмуль

Корейська народна музика різноманітна та складна, але у всіх її видах використовується один й той же набір ритмічних малюнків, котрі називаються чандан (кор.  장단), а також характерні ладові звукоряди.

### Інструментальна

#### Санджо
Санджо виник на південному заході Кореї (Чолладо) в другій половині XIX століття та розвивався разом з пхансорі та сінаві. Ця інструментальна музика з широким різноманіттям ритмічних малюнків та прискорюючим темпом, виконується солюючим інструментом та барабаном чангу. Дуже важливу роль в розвитку та оформлені санджо в окремий жанр зіграв Кім Чханджо (кор. 김창조, 金昌祖) — першими творами санджо стали кілька шаманських мелодій, перекладених для каягиму. Згодом, на початку ХХ століття, були створені санджо для комунго, тегима та хегима. 

#### Нонак (пхунмуль)

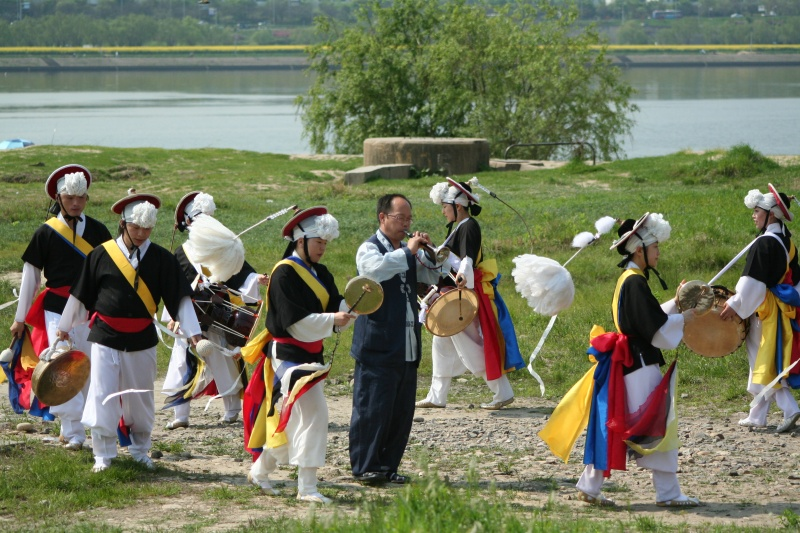
Виконання нонака.

Нонак (кор. 농악, 농악), або пхунмуль, розвивався в основному в християнському оточенні і до цього часу виконується в основному на відкритому повітрі. Існує безліч регіональних жанрів та особливостей виконання, однак всі різновиди включають музику, акробатичні номера, танці та співи. Музичні інструменти для нонак — малі та великі гонги, барабани чангу, пук та сого. 

### Вокальна
Вокальна музика розвивалась разом з поезією та споріднена жанру чонак. 

#### Кагок
Кагок вважається перлиною ліричної пісні та включений в список найважливішої нематеріальної спадщини Кореї, а також в список всесвітньої нематеріальної спадщини ЮНЕСКО. Кагок виконується соло під акомпанемент комунго, сепхірі, тегим; хегим та чангу. Пісні для чоловічого голосу називаються «намчхан» (кор. 남창, 男唱), для жіночого — «йочхан» (кор. 여창,  女唱). Частина кагок виконується зі словами, взятими з жанру сіджо. 

#### Сіджо
Сіджо — короткі ліричні пісні, що складаються з трьох рядків, по 14-16 складів кожен. Популярність сіджо отримали серед янбанів в період Чосон, хоча виникли ще в кінці періоду Корьо. У другій половині XVII століття сіджо пішов в народ. Різноманітність сіджо, яка називається «сасоль-сіджо», має довгі два перших рядка та третій рядок звичайної довжини. Сасоль-сіджо ближче до музики простого народу та часто містить сарказм та іронію, а також тему кохання.

#### Каса
Розмовні пісні каса мають відносно велику довжину та формалізована менш за інших вокальних жанрів. Виконавці каса цінуються за вміння використовувати фальцет, вібрато, динаміки та гучності голосу. Звичайний акомпанемент включає в себе тегим та чангу.

#### Пхансорі

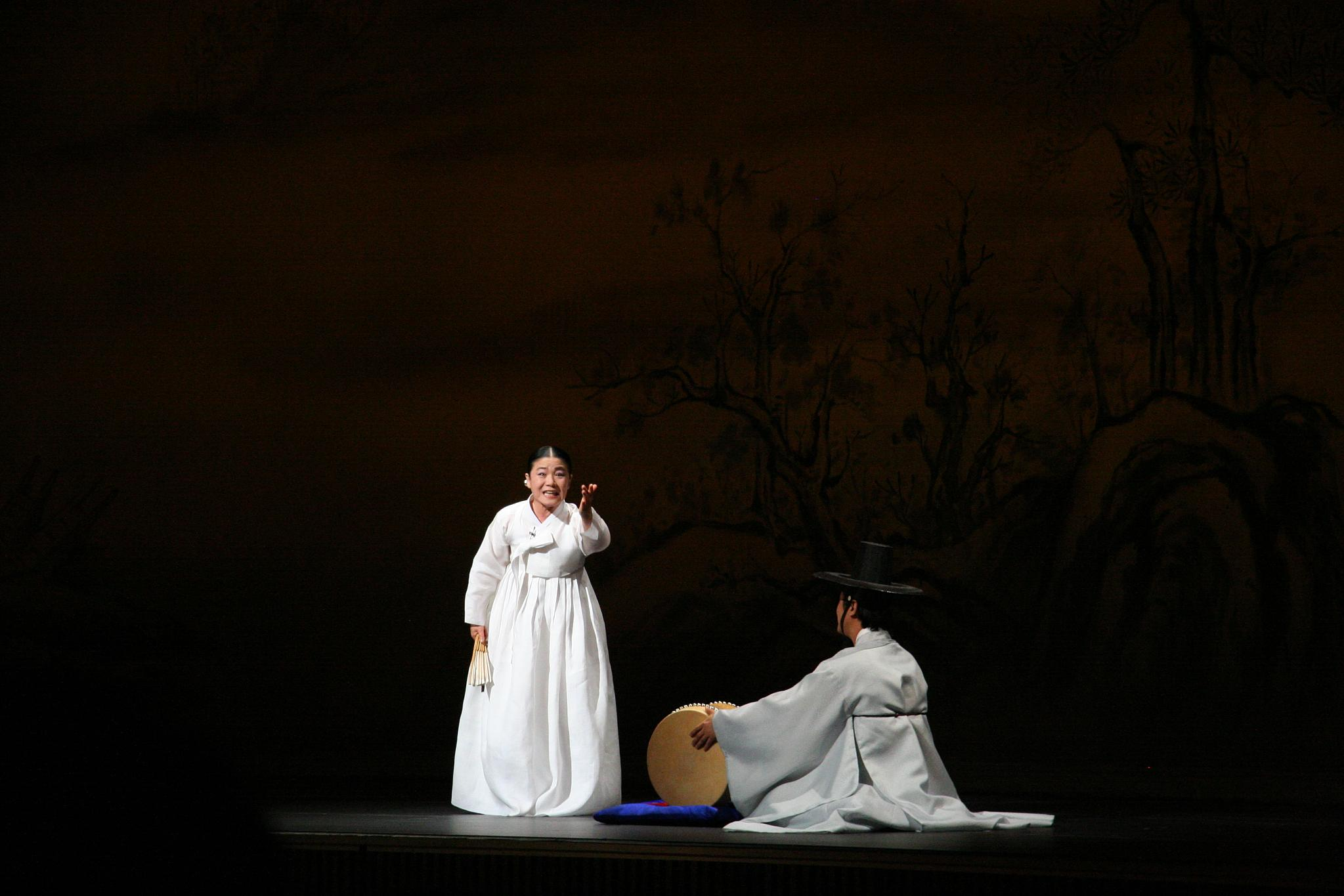
Вистава пхансорі у виконані Ан Суксон

Пхансорі, як і санжо, з'явилось в Чолладо, розвиваючись завдяки професійним народним музикантам. Слово «пхансорі» складається з двох частин — «місце для зустрічі» та «співи». В період зеніту слави пхансорі, в  XIX столітті, композитор Сін Джехьо переписав, вносячи безліч покращень, тексти шести знаменитих п'єс пхансорі, п'ять з котрих виконуються досі. На межі XIX та XX століть із пхансорі та європейського театру з'явився новий жанр, чхангик.
Твори пхансорі виконуються сольним співаком під акомпанемент барабану пук, при цьому барабанщик інколи вигукує підбадьорюючі слова щось на кшталт «добре!», «так тримати!». Спів поєднується з речитативом та акторською майстерністю. Мелодія організована в ритмічні цикли «чандан» та лади «чо».

#### Народна музика
Народна музика в корейській культурі включає в себе більш широкий набір стилів та жанрів, ніж європейська: окрім музичного мистецтва християнства, «міньо» (кор. 민요, 民謠), включає в себе та професійно виконувальну «народну» музику «чапка» (кор. 잡가,  雜歌). Міньо зазвичай мають почергову форму: заспівувач виконує мелодію соло, а потім хор повторює її. Зазвичай народна музика пишеться в пентатоніці або тетратоніці та завжди має тридольний метр (дводольний метр — характерна особливість китайської та японської народної музики).

## Релігійна музика

### Буддійська
Корейська буддійська музична традиція відрізняється від японської та китайської, хоча колишні зразки були запозичені з Китаю. Буддійська музика включає такі мистецтва як читання співучо (дуже важливе в буддійському обряді та наявні два жанри — помпхе та йомбуль), ритуальні танці та оркестрову музику, що виконується поза приміщень. З ритуальних танців збереглись три: Набічхум (나비춤, танець метелика), парачхум (바라춤, танець з тарілками) та попкочхум (법고춤, танець з барабаном); вони виконуються в церемонії Йонсандже.

### Шаманська
Шаманська музика — найдавніша серед релігійних жанрів, вона мала сильний вплив на народну музику. Найважливіший шаманський жанр — сінаві, імпровізований акомпанемент до танцю шаманки. Ансамбль для сінаві складається з пхірі, тегима та хегима, ударна секція включає чангу або пук, гонги або музичну тарілку. Синаві з'явилась у південних провінціях (в основному, Чолладо) та зберігає місцеві особливості (ритмічні малюнки та мелодії).

## Інструменти

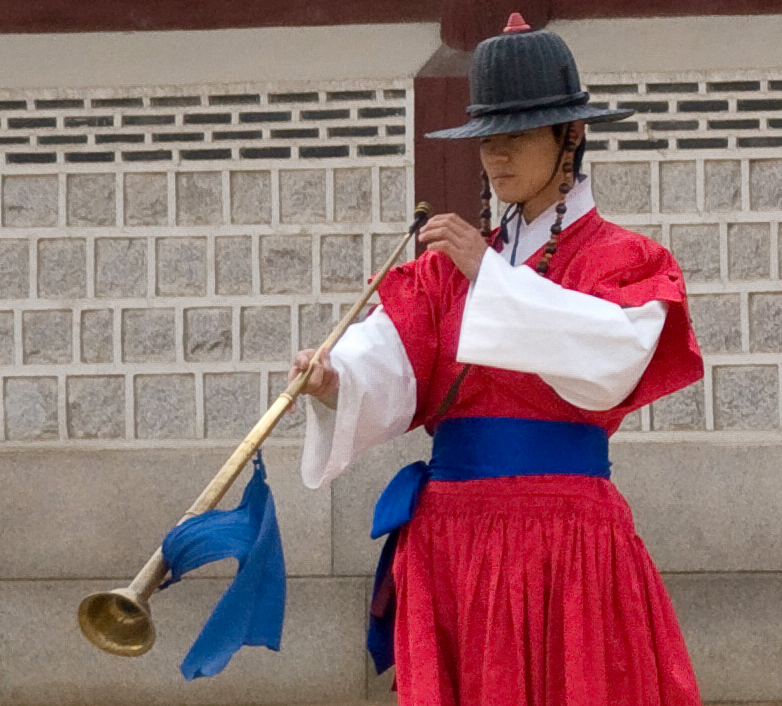
Набаль

### Струнні інструменти

#### Смичкові
- Каягим — довга цитра з 13-25 струнами.
- Комунго — шестиструнна цитра.
- Тенджен — 15-струна цитра, котру використовували в період Корьо.
- Силь — довга 25-струна цитра, нащадок се.
- Ким — 7-струна цитра, варіант цісяньціня.
- Конху — арфи (не використовуються).
- Піба — лютня, варіант піпи.
- Вольгим — варіант юеціня.
- Чхольхьонгим — цитра зі сталевими струнами, з'явилась у XX столітті.
- Оллюгим — 33-струна цитра, котра створена в Північній Кореї 1973 року.
- Оингим — північнокорейська п'ятиструнна лютня.

- Хегим — вертикальний двострунний інструмент.
- Аджен — струна цитра, походить від ячжена.

#### Ударні
- Янгим — цимбали з бавовняними струнами

### Духові

#### Сопілки
- Тегим — довга поперечна сопілка з мембраною.
- Чунгим — середня поперечна сопілка без мембрани.
- Согим — мала поперечна сопілка.
- Тансо — невелика поздовжна сопілка.
- Як — поздовжна сопілка з трьома отворами.
- Чі — поздовжна сопілка з п'ятьма отворами.
- Со — сопілка Пана, котра походить від пайсяо.
- Танджок — невеличка поперечна сопілка.
- Хун — глиняний духовий інструмент, котрий нагадує окаріну.

### З подвійною тростиною
- Пхірі — циліндричний бамбуковий гобой.
- Тхепхьонсо — конічний дерев'яний гобой.

### Губні органи
- Сенхван — 17-трубний орган, нащадок китайського шена.
- У — язичковий орган, більше не використовується.
- Хва — 13-губний язичковий орган (не використовується).

### Горни
- Набаль — довгий металічний горн.
- Нагак — конх.

### Ударні

#### Дзвони
- Чон — бронзовий дзвін.
- Пхьонджон — 16 бронзових дзвонів.
- Тикчон — великий дзвін.
- Пхьонгьон — 16 кам'яних пластин, інструмент походить від китайського бяньціну.
- Тіккьон — металофон з 16 залізними пластинами.
- Панхян — металофон з 16 залізними пластинами.
- Улла — 10 невеликих гонгів на рамі.

#### Барабани
- Пук — бочкоподібний барабан
- Чангу — двосторонній барабан
- Калго — барабан на кшталт чангу, на якому грають двома паличками.
- Чінго — найбільший барабан
- Чольго — великий барабан.
- Чваго — великий барабан в дерев'яній рамі.
- Чонго — великий барабан
- Йонго — барабан з драконом на корпусі.
- Инго — великий барабан, підвішений на рамі.
- Сакко — довгий барабан, підвішений на рамі.
- Кьобанго — плоский барабан на рамі.
- Чунго — більш великий, ніж кьобанго плоский барабан.
- Сого — невеличкий ручний барабан.
- Ного — два барабани, надягнуті на палицю.

#### Гонги
- Кквенгварі — невеликий гонг.
- Чін — великий гонг.

#### Тарілки
- Чабара — пара мідних тарілок.

### Інші
- Пак — дерев'яні кастаньєти.
- Пу — керамічний горщик.
- Чхук — дерев'яна коробка, по якій б'ють зсередини.
- О — дерев'яний інструмент у формі тигра.